# Trigië
Trigië (Volledige titel: Opkomst en ondergang van het keizerrijk Trigië - Originele titel: The Rise and Fall of the Trigan Empire of The Trigan Empire) is een Britse stripreeks, voornamelijk getekend door Don Lawrence naar scenario's van Mike Butterworth.

## Inhoud
Trigië speelt zich af op de verafgelegen planeet Elekton in het Yarna-stelsel. Op Victris, het grootste van de vijf continenten van Elekton, zijn er vijf staten: Cato, Daveli, Loka, Tharv en Vorg. Op de vlaktes van Vorg zwerven de nomadische Vorgstammen, die worden geleid door drie broers: Brag, Klud en Trigo.
Deze reeks gaat over 'De strijd om Trigië'. Het machtige koninkrijk Loka besluit Elekton te veroveren. Onder leiding van koning Zorth wordt vanuit zijn zwarte paleis in Byzan besloten het hoogontwikkelde maar vredelievende Tharv aan te vallen. De hoofdstad 'Stad van Tharv' wordt door de Lokiërs platgebombardeerd. Daarna is het afgelegen Cato aan de beurt. De lichtbewapende Catoonse luchtmacht slaagt er boven ieders verwachting in de Lokische luchtvloot te vernietigen. Ook het landleger van Loka wordt verslagen, wanneer de Catonen een stuwdam laten springen en de zweeftanks van de vijand worden verzwolgen. Daarop besluit Zorth zijn marine naar Cato te sturen. Ondertussen heeft op de Vorg vlaktes Klud zijn broer Trigo vergiftigd en is daarna naar Loka gevlucht. Hier krijgt hij van koning Zorth een afdeling soldaten mee om de Vorgs te verslaan. Maar onder leiding van Brag, de andere broer van Trigo, worden de Lokiërs verslagen en Klud gedood. Met de buitgemaakte vliegtuigen komen de Vorgs onder leiding van Trigo het land Cato te hulp en verslaan de marine van Loka. Samen met de geleerde Perik en andere vluchtelingen uit Tharv wordt in Vorg op vijf heuvels de stad Trigopolis gebouwd. Met de van Loka buitgemaakte wapens en de wetenschappers uit Tharv is Trigië nu een macht om rekening mee te houden onder leiding van keizer Trigo.

## Belangrijkste personages en landen

### Personages
- Trigo, keizer van het keizerrijk Trigië
- Brag, Trigo's broer
- Janno, Brags zoon en eerste troonopvolger van Trigo
- Perik, topgeleerde uit Tharv en vertrouwensman van Trigo
- Salvia, Periks dochter en genezeres
- Imbala, heerser van Daveli en bloedbroeder van Trigo
- Keren, Imbala's zoon en Janno's vriend
- Roffa, piloot uit Ellur en Janno's vriend, later benoemd tot hoofd van de Trigische luchtmacht als dank voor hulp bij de bevrijding van Trigië van een barbaarse invasie.
- Das Kassa, piratenhoofdman, later benoemd tot hoofd van de Trigische vloot als dank voor hulp bij de bevrijding van Trigië van een barbaarse invasie.
- Kassar, koning van Hericon
- Ursa, Trigo's vrouw en Kassars zus

### Landen
- Trigië, land van keizer Trigo, oorspronkelijk enkel de vlakte van Vorg, maar met hun machtsgroei breidt hun gebied mogelijk ook uit.
- Daveli, oerwoud en moerasland onder leiding van Imbala, bondgenoot van Trigië.
- Loka, eerst een agressief koninkrijk onder koning Zorth, later een vazalstaat van Trigië. De Lokiërs haten de Trigiërs en bevechten hen regelmatig.
- Cato, eerst een vredelievende bondgenoot. Later komt er een militaristische regering aan de macht en wordt Cato de eeuwige tegenstander van Trigië.
- Tharv, land van denkers en een satellietstaat van Trigië.
- Hericon, land van koning Kassar.
- Ellur, een klein vreedzaam land. In de Engelse versie heet het land Ellul maar omwille van de vulgaire betekenis van de laatste lettergreep in het Nederlands is de naam gewijzigd in Ellur.

## Publicatiegeschiedenis
De serie liep van 1965 tot 1982 en verscheen voor het eerst in het Engelse blad 'Ranger' getekend door Don Lawrence naar scenario's van Mike Butterworth. Don Lawrence tekende de strip tot 1976, daarna werkten diverse andere tekenaars aan de serie: Ron Embleton, Miguel Quesada, Philip Corke, Oliver Frey en Gerry Wood. De scenario's voor deze laatste tekenaar werden geschreven door Ken Roscoe.
De kleding, wapens en steden zijn in eerste instantie op het Romeinse Rijk geïnspireerd. Ook andere naties doen denken aan klassieke beschavingen als de Grieken en Perzen. Het verhaal van een nomadenstam uit de woestijn die een wereldrijk sticht, doet denken aan de opkomst van de islam en de eerste kalifaten. Maar wanneer Trigië machtiger wordt, komen er ook steeds modernere wapens, gebouwen en voertuigen. Uiteindelijk heeft het rijk zelfs intergalactische ruimtevoertuigen, waardoor de verhalen steeds meer van avontuur naar sciencefiction verschuiven.
De eerste tekenaar Don Lawrence maakte in het begin elke week twee pagina's van Trigië voor het blad 'Ranger', dat later opging in 'Look and Learn' van uitgever I.P.C. Toen hij in 1976 op een stripfestival in Londen ontdekte hoe populair zijn werk in het buitenland was, eiste hij opslag en een deel van de buitenlandse royalty's. Omdat hij die niet kreeg, besloot Lawrence te stoppen met Trigië. Hij maakte daarna verdere roem met zijn serie Storm. De serie werd door andere tekenaars overgenomen, maar was minder populair dan met Don Lawrence als tekenaar. In Nederland werd in maart 1977 de publicatie van de serie in het stripblad Eppo stopgezet.

## Albums
In Nederland zijn er 35 albums van Trigië uitgekomen. Deze waren in eerste instantie niet chronologisch, waardoor bijvoorbeeld het verhaal uit album 15 zich direct na de gebeurtenissen uit album 1 afspeelt. In tweede instantie zijn de verhalen getekend door Don Lawrence in min of meer chronologische volgorde uitgegeven verdeeld over 19 albums (Big Balloon). Hier volgt een lijst van alle tachtig verhalen met erachter het originele albumnummer en het jaar van eerste publicatie. De volgende tekenaars hebben hieraan meegewerkt: Ron Embleton (16 en 47), Miguel Quesada (29 en 41, soms ten onrechte aan Ramon Sola toegeschreven), Philip Corke (42-46 en 48), Oliver Frey (57-66) en Gerry Wood (67-80). Don Lawrence tekende dus de overige verhalen (1-15, 17-28, 30-40, 49-56).
| 01 Strijd om Trigië                           | 01 - 1968 |
| 02 Crash in de jungle                         | 15        |
| 03 Laatste uur voor Elekton                   | 15        |
| 04 Het rijk der laatste dagen                 | 16 - 1969 |
| 05 De wilde Loris                             | 16        |
| 06 Oorlog met Hericon                         | 16        |
| 07 Kolonie in opstand                         | 17 - 1970 |
| 08 Stad zonder geheugen                       | 17        |
| 09 De wraak van Darak                         | 17        |
| 10 De lichtende bollen                        | 20        |
| 11 De slag om Trigopolis                      | 18        |
| 12 De waanzinnige geleerde (*)                | 19 - 1971 |
| 13 De zonen van de keizer                     | 13        |
| 14 De fatale wijn                             | 14 - 1972 |
| 15 De verboden stad                           | 12        |
| 16 Het purperen licht                         | 14        |
| 17 De onzichtbare veroordeelde                | 21        |
| 18 De formule van Perik                       | 08        |
| 19 Strijd om de macht                         | 07        |
| 20 De rode dood (**)                          | 04 - 1973 |
| 21 De valse keizer                            | 12        |
| 22 De vijf opdrachten van Trigo               | 03        |
| 23 Dreiging uit het heelal                    | 04        |
| 24 De reuzen-ibisplant                        | 21 - 1974 |
| 25 Het geheim van de eeuwige jeugd            | 09        |
| 26a De gewetenloze bediende /                 | 11        |
| 26b De superkopieermachine                    | 11        |
| 27 De gevangene van Zerss                     | 02        |
| 28 De zwarte hertog                           | 09        |
| 29 Het hypnotisch medaillon                   | 20 - 1975 |
| 30 De magische doos                           | 05        |
| 31 De gestolen formule                        | 06        |
| 32 De vloek van de mummie                     | 10        |
| 33 De voorspelling van Narri                  | 09        |
| 34 De microscopische wereld                   | 05        |
| 35 Het geheim van de Abandon-burcht           | 10        |
| 36 In de greep van het kwaad/ De dubbelganger | 06        |
| 37 De planeet der ballingen                   | 06 - 1976 |
| 38 Het complot                                | 18        |
| 39 Het mysterie van de Tarronmaan             | 05        |
| 40 De vloek van de zonaanbidders              | 08        |

| 41 De Vorgplaneet                | 23        |
| 42 Het rijzende water            | 35        |
| 43 Het elixer                    | 34        |
| 44 De eerzame moordenaar         | 34        |
| 45 De verloren planeet           | 35        |
| 46 De steen van Vorg             | 33        |
| 47 De tirannie van oom Sennos    | 25        |
| 48 Het kasteel in de bergen      | 35        |
| 49 Het boze oog van Toth-Zandu   | 08        |
| 50 De gelofte van Lukaz Rann     | 07 - 1977 |
| 51 De geheimzinnige stem         | 10        |
| 52 De genezende gokker           | 19        |
| 53 De verzameling van Lipka      | 11        |
| 54 De groene plaag               | 20        |
| 55 De vergeten vallei            | 21        |
| 56 Het radio-actieve gevaar      | 14        |
| 57 De proeven van Janno          | 22        |
| 58 Het tweede gezicht            | 22        |
| 59 De mol                        | 22        |
| 60 Dood uit de ruimte            | 23        |
| 61 De troonsafstand              | 23        |
| 62 Duel met Cato                 | 24        |
| 63 De superjet                   | 24        |
| 64 De droom van Krusi            | 24        |
| 65 De klauwen van het verleden   | 25        |
| 66 Het universele elixer         | 25        |
| 67 Keizer Keren                  | 26        |
| 68 De keizer-rivaal              | 26        |
| 69 De Skorpiads                  | 27        |
| 70 De terugkeer van de Skorpiads | 28        |
| 71 De maan Gallas                | 29        |
| 72 De vruchten der vergetelheid  | 30        |
| 73 De god van Zonda              | 30        |
| 74 De zoon van Salo              | 31        |
| 75 Het verraad van Avaran        | 31        |
| 76 Het ijs van Nivata            | 32        |
| 77 De tirannie van Orismo        | 32        |
| 78 De legende van Zonn           | 33        |
| 79 Het verraad van Hipsos        | 33        |
| 80 Het slaapmonster              | 34        |

(*) In 1981 werd dit verhaal gepubliceerd onder de titel Duel met de dood.

(**) In 1977 werd dit verhaal niet met een afzonderlijke titel gepresenteerd. Het was onderdeel van het verhaal "Dreiging uit het heelal" en start op pagina 29.

## Hoorspelen
In 1976 werd deze stripreeks bewerkt in twee hoorspelen in het Nederlands. Deze hoorspelen heten De mysterieuze meteoriet en Loembwawa's greep naar de macht.